# Скригнатка пурпурова
Скригнатка пурпурова (Passerina versicolor) — вид горобцеподібних птахів родини кардиналових (Cardinalidae).

## Поширення
Птах гніздиться в Мексиці та на південному заході США. Мігрує і зимує майже на всій території Мексики (за винятком північних штатів) і в Гватемалі. Його місце проживання — тернові ліси, каньйони та прибережна рослинність.

## Опис

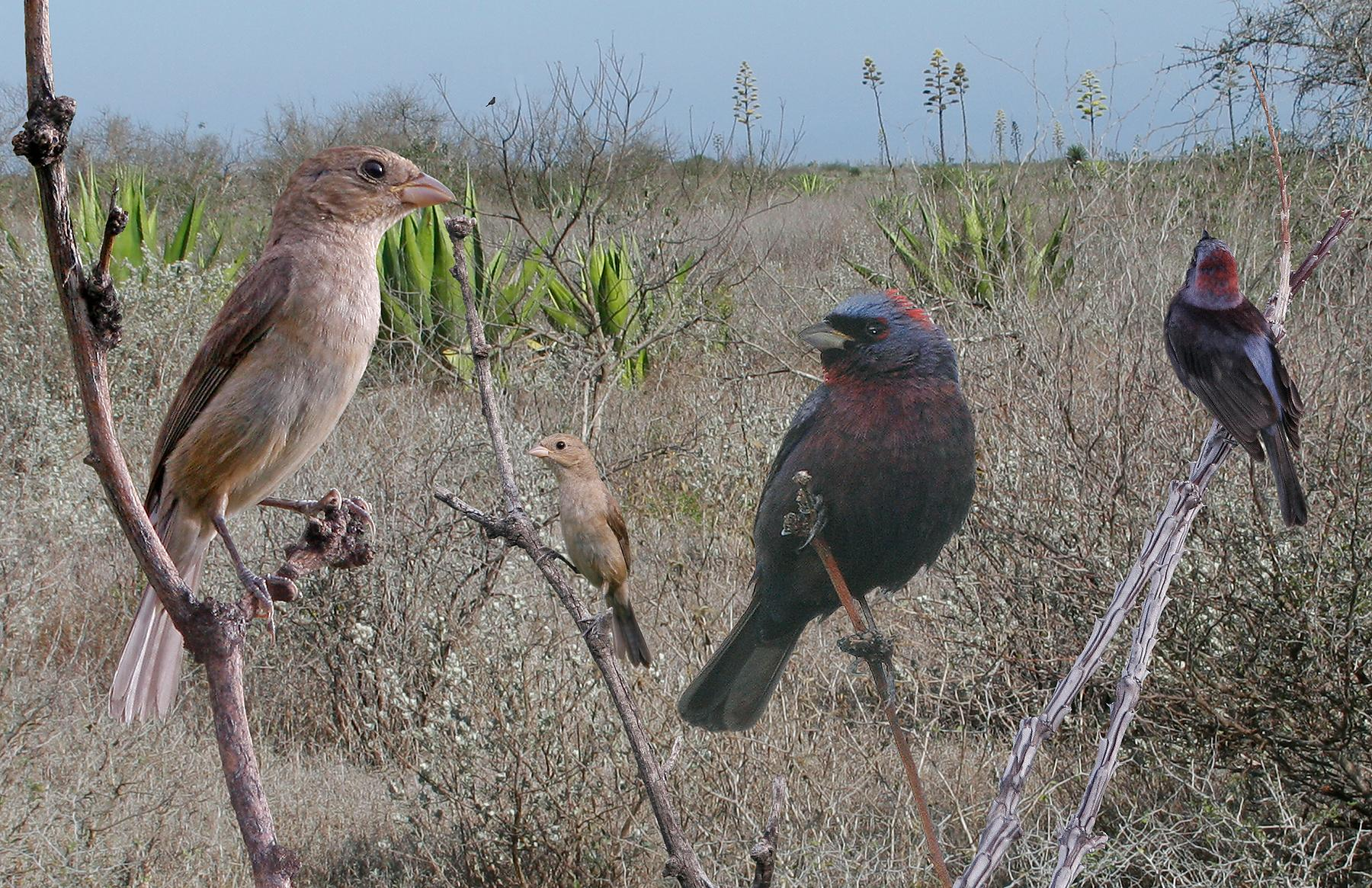
Самиця та самець

Це маленький птах, завдовжки 12-14 см, вагою 11–13 грамів. Має короткий хвіст і округлий конічний дзьоб. Самці мають у забарвлення темно-вишневі та фіолетові кольори з яскраво-червоною плямою на потилиці, яка восени стає коричневою. Самиця менша, тьмяно-коричнева.

## Спосіб життя
Харчується на землі, де шукає комах і насіння. Відкриті гнізда будує з трави та павутини на зовнішніх гілках колючих чагарників, зазвичай неподалік води. Самиці відкладають від двох до п'яти блакитно-білих або блакитно-зелених яєць, які вони інкубують впродовж чотирнадцяти днів. Молодь повністю оперяється через 10 днів і покидає гніздо через кілька днів.